# Danske børn bygger skole for græske børn
Danske børn bygger skole for græske børn er en dansk udviklingsbistandsfilm fra 1952.

## Handling
På opfordring fra UNESCO foranstalter Mellemfolkeligt Samvirke en indsamling blandt danske skolebørn, som skal bruges til at bygge en skole i Grækenland. Skolen bliver opført af unge frivillige fra Mellemfolkeligt Samvirke.
Indsamlingen blev senere inspiration til Unescos Kuponplan.